# Georg Gerullis
Georg Gerullis (litauisch: Jurgis Gerulis; * 13. August 1888 in Jogauden bei Tilsit (heute eine Wüstung in der Gemeinde Pagėgiai, Litauen); † 9. August 1945 in Riga) war ein deutscher Baltist und Hochschullehrer preußisch-litauischer Abstammung.

## Leben
Georg Gerullis war der Sohn des Landwirts Peter Gerullis und seiner Ehefrau Anna geb. Jokutat. Er besuchte zunächst die Dorfschule in Bittehnen und erhielt danach Unterricht von Privatlehrern. 1903 bezog er die Königliche Litthauische Provinzialschule. Von 1909 bis 1912 studierte er Philosophie, Klassische Philologie und Geschichte an der Friedrich-Wilhelms-Universität Berlin und der Albertus-Universität Königsberg. In Königsberg wurde er 1912 zum Dr. phil. promoviert. 1913 diente er als Einjährig-Freiwilliger in der Preußischen Armee. Von 1914 bis 1918 nahm er als Soldat am Ersten Weltkrieg teil, zuletzt als Leutnant der Reserve.

### Laufbahn als Wissenschaftler und als Beamter
1919 habilitierte er sich mit einer Arbeit zur Baltischen Philologie. Von 1919 bis 1922 war er Gymnasiallehrer (ab 1920 Studienrat) in Königsberg. Zudem leitete er als Privatdozent das Litauische Seminar der Theologischen Fakultät. Von 1922 bis 1933 war er a.o. Professor für baltische und slawische Sprachen an der Universität Leipzig. 
Zum 1. März 1931 trat Gerullis der NSDAP (Mitgliedsnummer 475.325) und im selben Jahr der SA bei; Letztere verließ er 1933. Er war Vertrauensdozent des Nationalsozialistischen Deutschen Studentenbundes.
Im Februar 1933 wurde Gerullis Vorsitzender des „Nationalen Ausschusses für die Erneuerung der Universität Leipzig“. Seit dem 1. April 1933 war er Personalreferent im Sächsischen Volksbildungsministerium. Am 6. Mai wurde er von Martin Mutschmann zum sächsischen Kultusminister ernannt. Er trat das Amt jedoch nicht an, um seine Stellung im Preußischen Ministerium für Wissenschaft, Kunst und Volksbildung behalten zu können, in das man ihn zum 12. April 1933 als Ministerialdirektor und Leiter der Hochschulabteilung berufen hatte. Im November 1933 wurde er in den einstweiligen Ruhestand versetzt.
1934 berief ihn das Ministerium als o. Professor für Baltische Philologie an die Universität Königsberg. Gegen das Votum der Fakultät wurde er für die akademischen Jahre 1935/36 und 1936/37 zum  Rektor ernannt. Seit 1936 war er korrespondierendes Mitglied der Sächsischen Akademie der Wissenschaften.
Nach Querelen mit Gauleiter Erich Koch am 25. März 1937 abgesetzt, kehrte Gerullis 1937 als Lehrstuhlinhaber für Baltische Philologie zum zweiten Mal an die Berliner Universität zurück. 1939 wurde er Kurator beim Ukrainischen Wissenschaftlichen Institut in Berlin, kontrollierte dessen Arbeit politisch und koordinierte die Auftragsarbeiten.

### Zweiter Weltkrieg
Im Zweiten Weltkrieg diente Gerullis als Offizier im Heer, zuletzt als Major der Reserve. Er war bei der Leitstelle II Ost und beim Frontaufklärungskommando 203–205 eingesetzt und wurde vor allem mit Aufgaben der Abwehr betraut. Denn er hatte schon im Winter 1938/39 im Auftrag der Abwehr Kontakte zu deutschfreundlichen Litauern im Grenzgebiet aufgenommen. Nach Kriegsbeginn begann er, Weißrussen für einen Einsatz auf dem Territorium der Sowjetunion auszubilden. Die Ausbildung für Zwecke der Abwehr-Abteilung II (Sabotage und Zersetzung der Wehrkraft im Feindesland) fand mit Hilfe und Personal der weißrussischen Selbsthilfeorganisationen in Warschau und Biała Podlaska in der Ortschaft Sulejówek bei Warschau statt, wo sich ein Ausbildungszentrum der Abwehr befand. Die Leitung hatten Gerullis und der ehemals polnische Hauptmann Szczepan Władysław Kozłowski. Für die Abwehr kamen etwa 50 Mann zum Einsatz. Ein Teil davon waren Ukrainer, die mit Hilfe der ukrainischen Selbstverwaltung ausgewählt worden waren. Der Einsatz der weißrussischen Verbände der Abwehr-Abteilung II war nicht besonders erfolgreich, denn etliche der per Fallschirm abgesetzten Gruppen, die strategisch wichtige Brücken oder Eisenbahnlinien hätten sichern sollen, gerieten in sowjetische Gefangenschaft.
Im Juni 1943 war Gerullis als Reserve-Major landeskundlicher Berater beim Abwehrkommando 204. Vom Juli bis zum November 1944 leitete er das Luftlandebataillon Dallwitz. Anfang 1945 wurde er aus der Wehrmacht entlassen.
Am 8. Mai 1945 veranlasste die Sowjetische Militäradministration in Deutschland Gerullis’ Verhaftung und verurteilte ihn aufgrund Artikel 58.2 des Strafgesetzbuches der RSFSR vom SMT der 8. Gardearmee zum Tode durch Erschießen. Der Vorwurf lautete auf Kriegsverbrechen. Das Urteil wurde am 9. August 1945 vollstreckt.

## Postume Rehabilitation
Die Hauptmilitärstaatsanwaltschaft der Russischen Föderation (Glawnaja Wojennaja Prokuratura – GWP) rehabilitierte Gerullis am 8. Februar 2002.

## Schriften
- Die altpreussischen Ortsnamen gesammelt und sprachlich behandelt. Berlin: Vereinigung wissenschaftlicher Verleger, 1922.
- Die ältesten litauischen Sprachdenkmäler, bis zum Jahre 1570. Heidelberg 1923.
- Litauische Dialektstudien. Leipzig 1932.